# The Court of the Crimson King
The Court of the Crimson King este al cincilea și ultimul cântec de pe albumul In The Court of The Crimson King - albumul de debut al trupei britanice de rock progresiv King Crimson. Piesa a fost lansată ca single. A ajuns pe locul 80 în topurile din SUA, fiind singurul single al formației intrat în vreun clasament în Statele Unite.